# Турау, Дитрих
Дитрих ("Диди") Турау (нем. Dietrich Thurau; род. 9 ноября 1954, в Франкфурт-на-Майне, ФРГ)  — немецкий профессиональный шоссейный и трековый велогонщик.

## Достижения

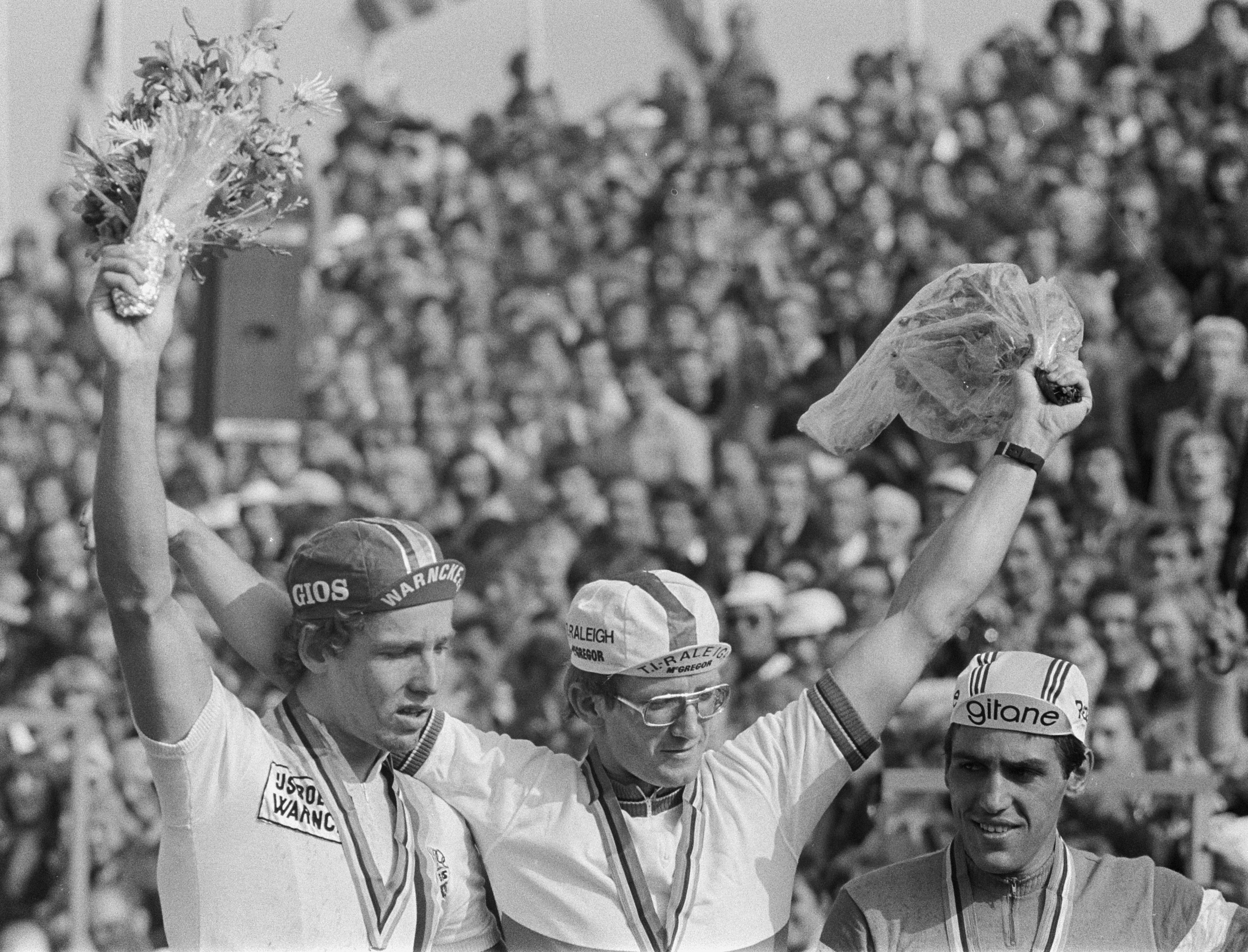
Дитрих Турау (слева), Ян Рас (в центре), Жан-Рене Бернодё (справа), подиум групповой гонки на Чемпионате мира 1979 года

### Шоссе
1972
1-й  Чемпион Германии  — Групповая гонка (юниоры)
1974
1-й - Тур Кёльна (среди любителей)
1975
1-й  Чемпион Германии — Групповая гонка
1-й Tour de l'Oise et de la Somme — Генеральная классификация
1-й  — Этап 1
1-й Гран-при Фурми
2-й Delta Profronde
2-й Гран-при кантона Аргау
2-й Tour d'Indre-et-Loire
2-й Брюссель — Мёлебеке
2-й Схелдепрейс
2-й Штутгарт — Бёблинген
3-й GP Union Dortmund
3-й Вуэльта Андалусии — Генеральная классификация
6-й Париж — Ницца — Генеральная классификация
8-й Амстел Голд Рейс
10-й Тур Швейцарии — Генеральная классификация
1976
1-й  Чемпион Германии — Групповая гонка
1-й  Чемпион Германии — Индивидуальная гонка
1-й - Этап 5 Тур Швейцарии
Вуэльта Испании
4-й — Генеральная классификация
1-й   — Очковая классификация
1-й  — Пролог, Этапы 9, 16, 18 и 19b (ИГ)
2-й Гран-при Фурми
2-й GP Union Dortmund
7-й Флеш Валонь
8-й Тур Швейцарии — Генеральная классификация
1977
1-й Гран-при кантона Аргау
1-й GP Union Dortmund
1-й Вуэльта Андалусии — Генеральная классификация
1-й  — Этапы 1а, 2а, 2b, 3, 4, 5, 6 и 7 (ИГ)
1-й E3 Харелбеке
Тур де Франс
5-й — Генеральная классификация
1-й   — Молодёжная классификация
1-й  — Пролог, Этапы 2, 5b (ИГ), 16 и 22 (ИГ)
2-й  Чемпионат мира — Групповая гонка
2-й Эшборн — Франкфурт
3-й Льеж — Бастонь — Льеж
3-й Кюрне — Брюссель — Кюрне
7-й Тур Швейцарии — Генеральная классификация
7-й Париж — Ницца — Генеральная классификация
8-й Париж — Рубе
1978
1-й - Этап 2 Тур Швейцарии
1-й Этуаль де Бессеж — Генеральная классификация
1-й  — Этапы 2, 3, 4 и 5
1-й - Этап 1 (ИГ) Тур Бельгии
1-й Чемпионат Цюриха
1-й Схелдепрейс
1-й - Пролог и Этап 4 Джиро д’Италия
2-й Льеж — Бастонь — Льеж
3-й Флеш Валонь
3-й Тур Бельгии — Генеральная классификация
8-й Амстел Голд Рейс
1979
1-й Тур Германии — Генеральная классификация
1-й  — Пролог (ИГ)
1-й Вуэльта Андалусии — Генеральная классификация
1-й  — Этапы 1 и 2
1-й - Этап 5 Париж — Ницца
1-й Льеж — Бастонь — Льеж
2-й  Чемпионат мира — Групповая гонка
10-й Тур де Франс — Генеральная классификация
1-й - Этап 19
1980
1-й - Этап 2 Tour du Tarn
2-й Circuit de la Vallée de la Lys
2-й Чемпионат Германии — Групповая гонка
3-й Париж — Рубе
1981
1-й - Пролог и Этап 4 Тур Германии
2-й Эшборн — Франкфурт
7-й Тур Швейцарии — Генеральная классификация
1983
2-й Coca-Cola Trophy
5-й Джиро д’Италия — Генеральная классификация
1986
1-й Coca-Cola Trophy
1987
1-й Coca-Cola Trophy
7-й Тур Швейцарии — Генеральная классификация
1-й - Этап 4 (ИГ)

### Трек
1971
1-й  Чемпион Германии - Индивидуальная гонка преследования (юниоры)
1973
1-й  Чемпион Германии — Мэдисон (любители) (вместе с Фолькером Шпренгером)
3-й  Чемпионат Германии — Индивидуальная гонка преследования
1974
1-й Чемпион мира — Командная гонка преследования (любители) (вместе с Гюнтером Шумахером, Петером Фонхофом, Гансом Лутцем)
1-й  Чемпион Германии — Индивидуальная гонка преследования (любители)
1-й  Чемпион Германии — Мэдисон (любители) (вместе с Петером Фонхофом)
4-й Чемпионат мира — Индивидуальная гонка преследования (любители)
1975
1-й  Чемпион Германии — Индивидуальная гонка преследования
1-й  Шесть дней Берлина (вместе с Патриком Серкю)
2-й  Шесть дней Франкфурта (вместе с Патриком Серкю)
1976
1-й  Чемпион Германии — Индивидуальная гонка преследования
1-й  Шесть дней Берлина (вместе с Гюнтером Харитцем)
1-й  Шесть дней Франкфурта (вместе с Гюнтером Харитцем)
2-й  Шесть дней Дортмунда (вместе с Гюнтером Харитцем)
1977
1-й  Шесть дней Дортмунда (вместе с Юргеном Чаном)
1-й  Шесть дней Франкфурта (вместе с Юргеном Чаном)
2-й  Чемпионат Германии — Мэдисон (вместе с Гюнтером Харитцем)
2-й  Шесть дней Роттердама (вместе с Гюнтером Харитцем)
2-й  Шесть дней Берлина (вместе с Рене Пейненом)
1978
1-й  Шесть дней Берлина (вместе с Патриком Серкю)
1-й  Шесть дней Франкфурта (вместе с Патриком Серкю)
1-й  Шесть дней Гренобля (вместе с Патриком Серкю)
3-й  Чемпионат Европы — Омниум
3-й  Шесть дней Дортмунда (вместе с Патриком Серкю)
1979
1-й  Чемпион Европы по велоспорту в дисциплине дерни
1-й  Шесть дней Дортмунда (вместе с Патриком Серкю)
1-й  Шесть дней Мюнхена (вместе с Патриком Серкю)
1-й  Шесть дней Берлина (вместе с Патриком Серкю)
2-й  Шесть дней Франкфурта (вместе с Патриком Серкю)
3-й  Чемпионат Европы — Мэдисон (вместе с Патриком Серкю)
3-й  Шесть дней Бремена (вместе с Патриком Серкю)
5-й  Чемпионат Европы — Омниум
1980
1-й  Чемпион Европы по велоспорту в дисциплине дерни
1-й  Чемпион Германии по велоспорту в дисциплине дерни
2-й  Шесть дней Ганновера (вместе с Патриком Серкю)
3-й  Чемпионат Европы — Мэдисон (вместе с Патриком Серкю)
1981
1-й  Шесть дней Берлина (вместе с Грегором Брауном)
1-й  Шесть дней Франкфурта (вместе с Грегором Брауном)
1-й  Шесть дней Цюриха (вместе с Альбертом Фритцем)
2-й  Шесть дней Мюнхена (вместе с Рене Пейненом)
1982
1-й   Чемпион Германии — Мэдисон (вместе с Альбертом Фритцем)
2-й  Шесть дней Роттердама (вместе с Альбертом Фритцем)
2-й  Шесть дней Копенгагена (вместе с Альбертом Фритцем)
2-й  Шесть дней Мюнхена (вместе с Альбертом Фритцем)
3-й  Чемпионат Германии — Омниум
3-й  Шесть дней Бремена (вместе с Грегором Брауном)
3-й  Шесть дней Берлина (вместе с Альбертом Фритцем)
1983
1-й  Шесть дней Франкфурта (вместе с Альбертом Фритцем)
1-й  Шесть дней Кёльна (вместе с Альбертом Фритцем)
1-й  Шесть дней Маастрихта (вместе с Альбертом Фритцем)
2-й  Шесть дней Мюнхена (вместе с Гертом Франком)
2-й  Шесть дней Гента (вместе с Альбертом Фритцем)
3-й  Шесть дней Дортмунда (вместе с Хорстом Щютцем)
3-й  Шесть дней Цюриха (вместе с Альбертом Фритцем)
1984
1-й  Шесть дней Бремена (вместе с Альбертом Фритцем)
1-й  Шесть дней Копенгагена (вместе с Альбертом Фритцем)
2-й  Шесть дней Парижа (вместе с Франческо Мозером)
2-й  Шесть дней Милана (вместе с Гвидо Бонтемпи)
3-й  Шесть дней Кёльна (вместе с Альбертом Фритцем)
3-й  Шесть дней Роттердама (вместе с Альбертом Фритцем)
3-й  Шесть дней Мюнхена (вместе с Дэнни Кларком)
3-й  Шесть дней Маастрихта (вместе с Альбертом Фритцем)
1985
1-й  Шесть дней Кёльна (вместе с Дэнни Кларком)
2-й  Шесть дней Бремена (вместе с Дэнни Кларком)
1-й  Шесть дней Штутгарта (вместе с Альбертом Фритцем)
3-й  Чемпионат Европы — Мэдисон (вместе с Йозефом Кристеном)
1986
1-й  Шесть дней Бремена (вместе с Йозефом Кристеном)
1-й  Шесть дней Мюнхена (вместе с Дэнни Кларком)
1-й  Шесть дней Маастрихта (вместе с Рене Пейненом)
2-й  Шесть дней Штутгарта (вместе с Йозефом Кристеном)
3-й  Шесть дней Роттердама (вместе с Бертом Остербошем)
3-й  Шесть дней Цюриха (вместе с Йоахимом Шлапхоффом)
1987
1-й  Шесть дней Берлина (вместе с Урсом Фройлером)
1-й  Шесть дней Мюнхена (вместе с Урсом Фройлером)
1-й  Шесть дней Цюриха (вместе с Урсом Фройлером)
1-й  Шесть дней Кёльна (вместе с Рене Пейненом)
1-й  Шесть дней Бремена (вместе с Дэнни Кларком)
2-й  Шесть дней Мюнстера (вместе с Дэнни Кларком)
3-й  Шесть дней Штутгарта (вместе с Дэнни Кларком)
9-й Чемпионат Европы — Мэдисон (вместе с Дэнни Кларком)
1988
1-й  Шесть дней Штутгарта (вместе с Романом Херманном)
2-й  Шесть дней Берлина (вместе с Урсом Фройлером)
3-й  Шесть дней Мюнстера (вместе с Романом Херманном)
1989
3-й  Шесть дней Штутгарта (вместе с Констаном Турне)

## Статистика выступлений

### Гранд-туры
| Гранд-тур                 | 1976 | 1977 | 1978 | 1979 | 1980 | 1981 | 1982 | 1983 | 1984 | 1985 | 1986 | 1987 |
| ------------------------- | ---- | ---- | ---- | ---- | ---- | ---- | ---- | ---- | ---- | ---- | ---- | ---- |
| Джиро д’Италия            | —    | —    | НФ   | —    | —    | 14   | НФ   | 5    | —    | —    | 18   | 52   |
| Тур де Франс              | —    | 5    | —    | 10   | НФ   | —    | НФ   | —    | —    | НФ   | —    | НФ   |
| (c 2010 ) Вуэльта Испании | 4    | —    | —    | —    | —    | —    | —    | 36   | —    | —    | —    | —    |

| —  | Не участвовал  |
| НФ | Не финишировал |